# Mayres (Ardèche)
Mayres is een gemeente in het Franse departement Ardèche (regio Auvergne-Rhône-Alpes) en telt 251 inwoners (2004). De plaats maakt deel uit van het arrondissement Largentière.

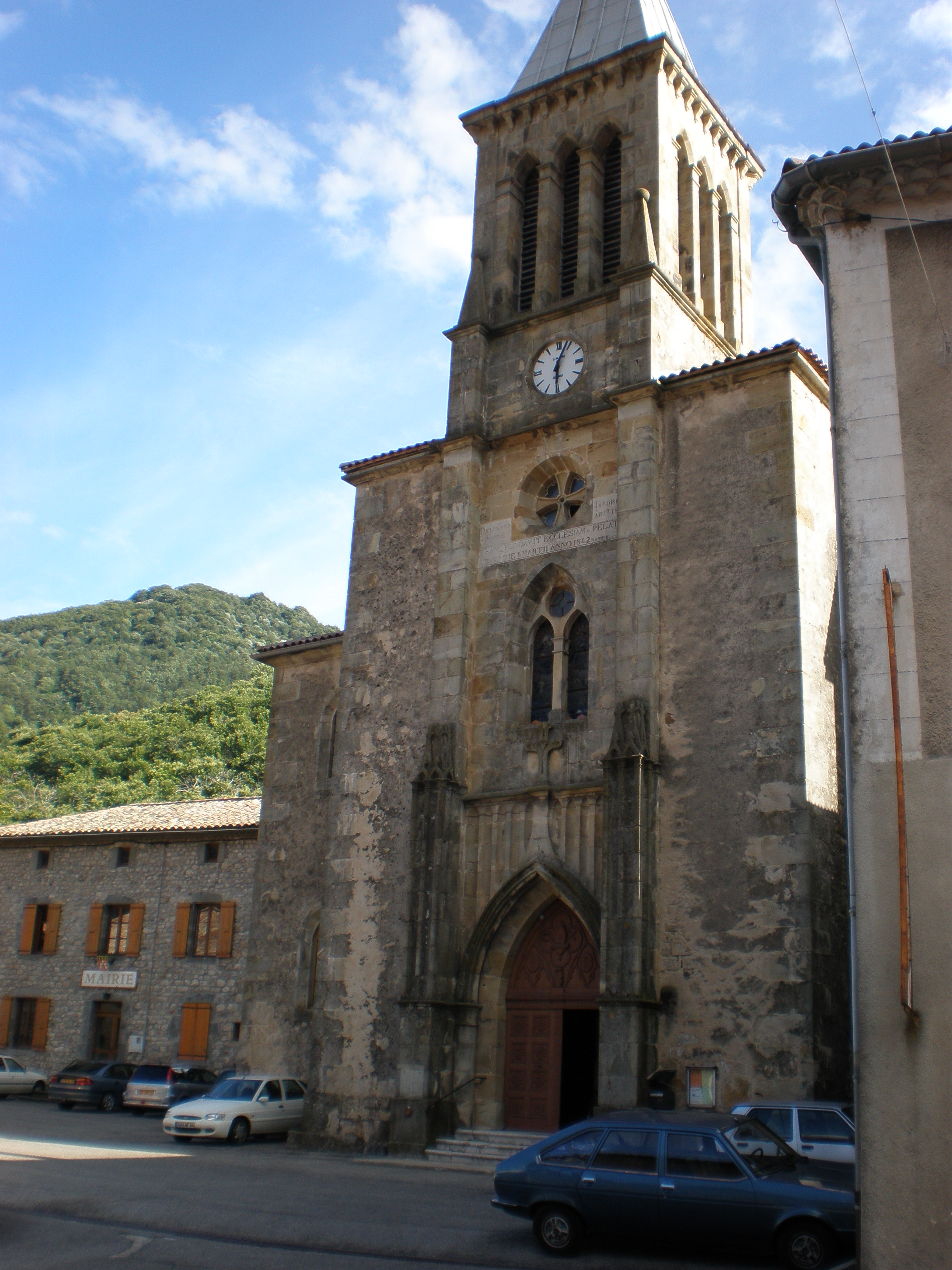
Kerk van Mayres
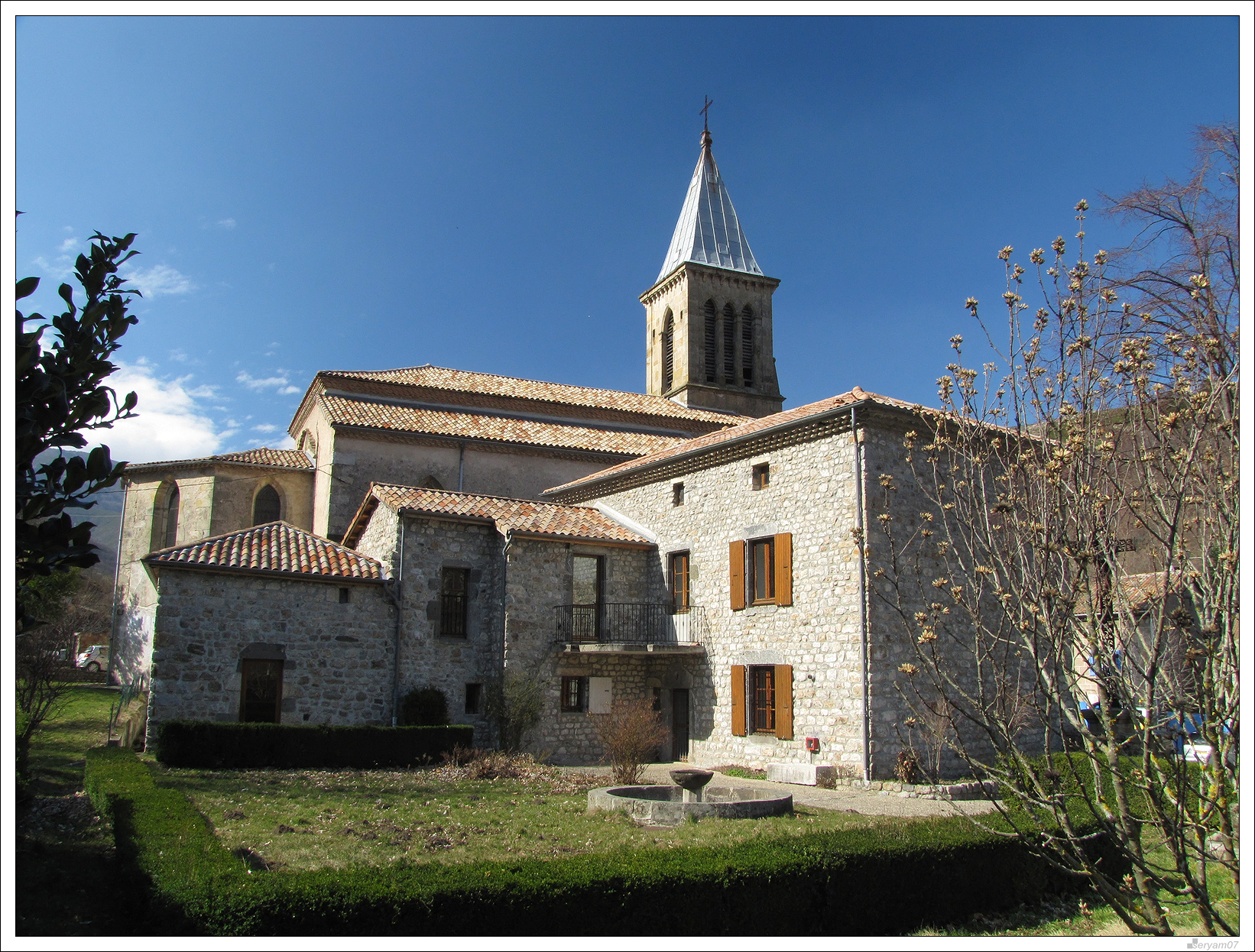
Gemeentehuis en kerk
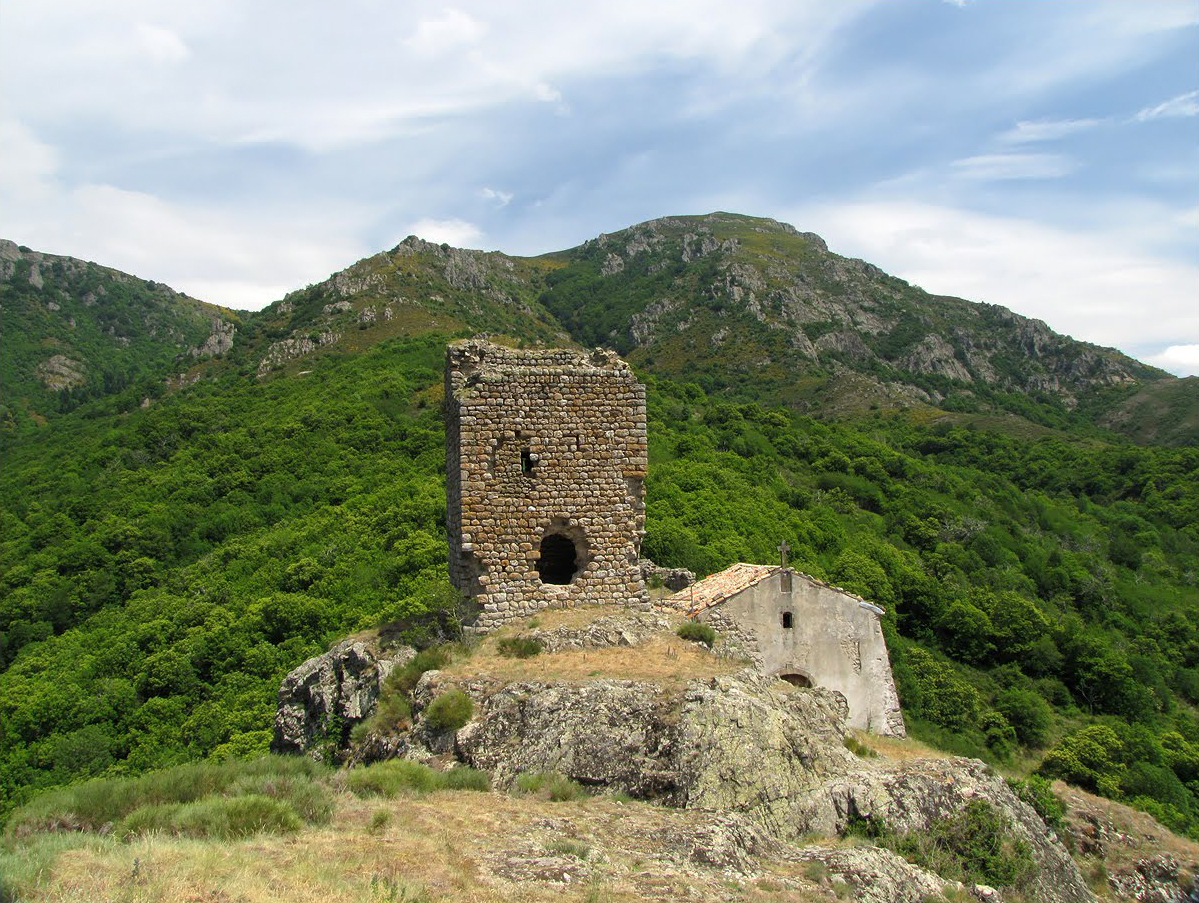
Château Montlaur
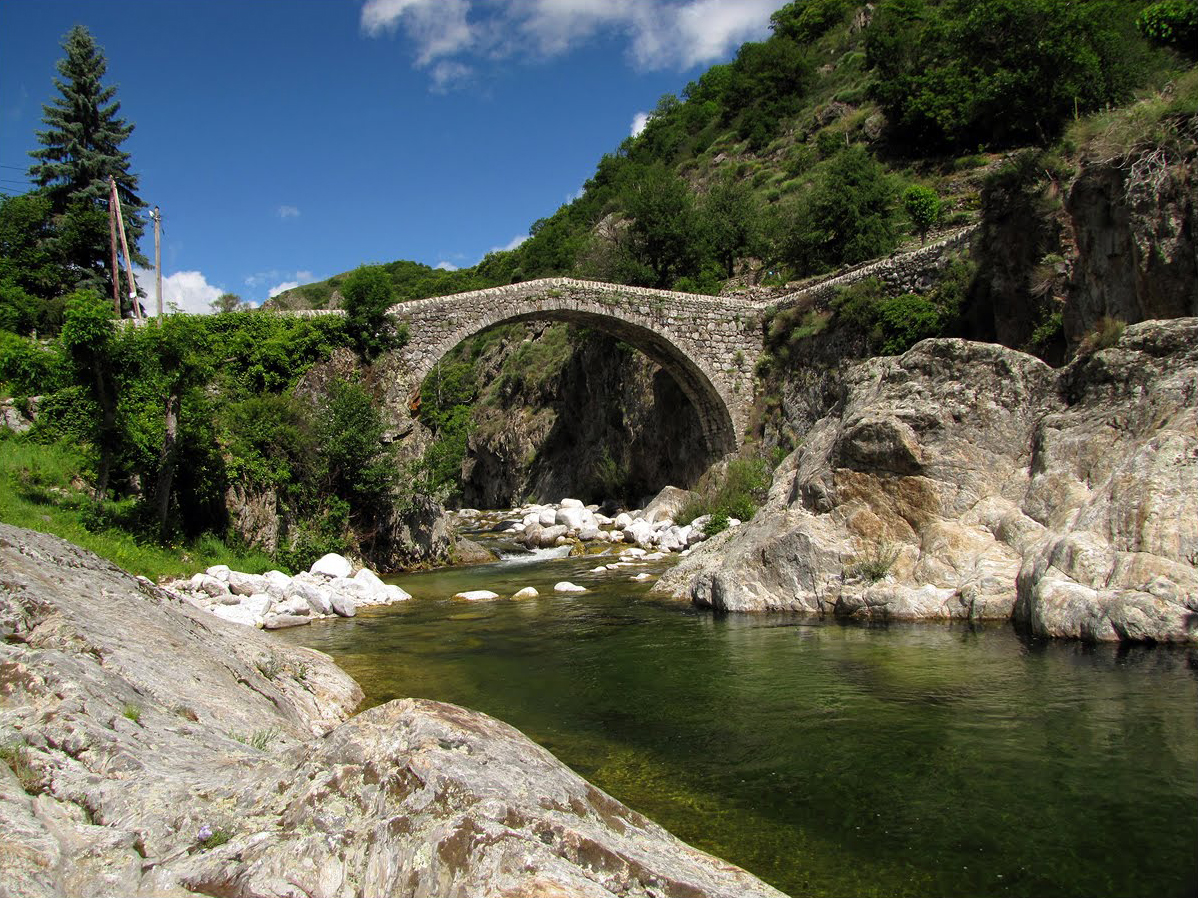
Brug
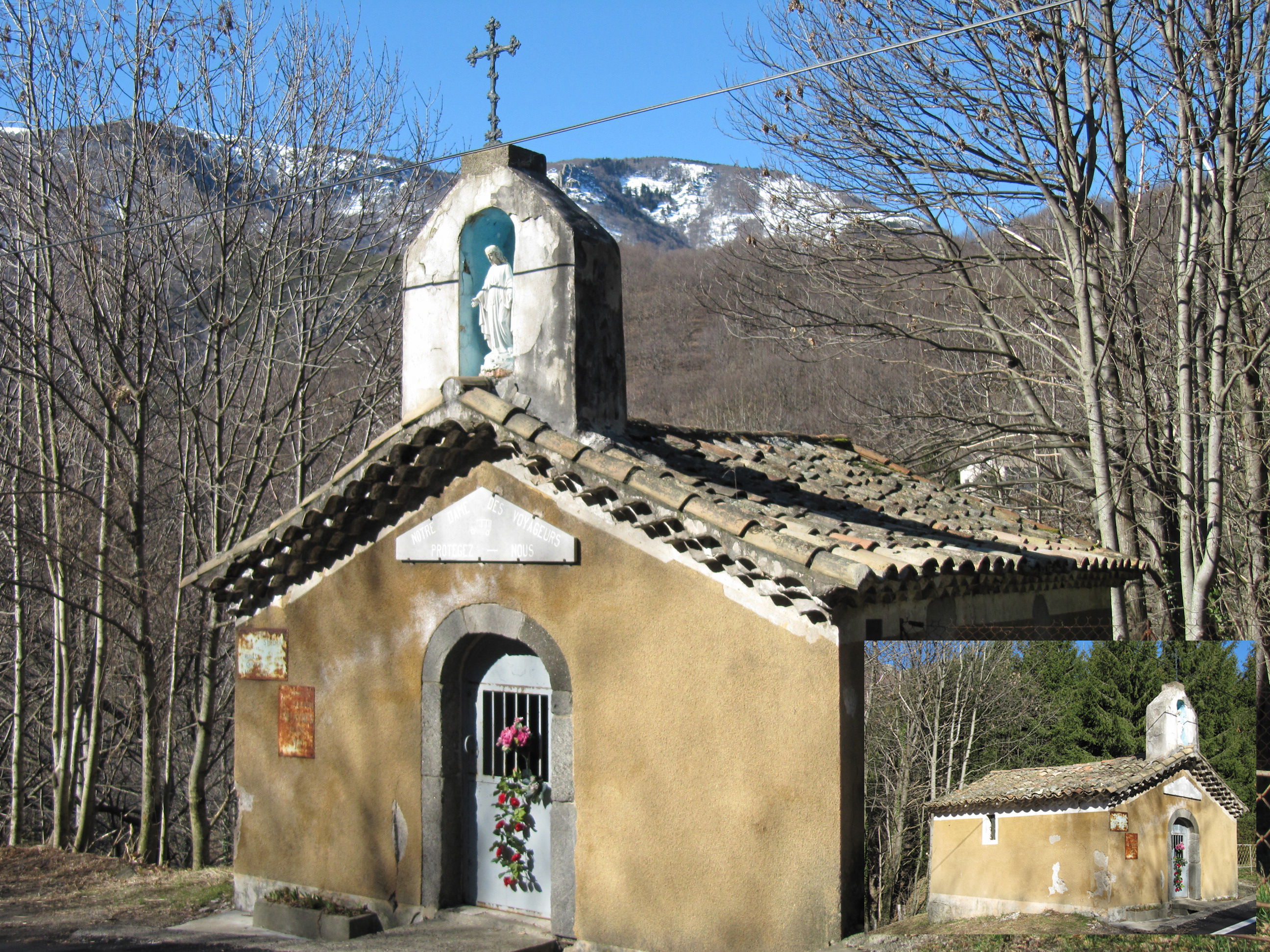
Kapel van de reizigers

## Geografie
De oppervlakte van Mayres bedraagt 30,2 km², de bevolkingsdichtheid is 8,3 inwoners per km².

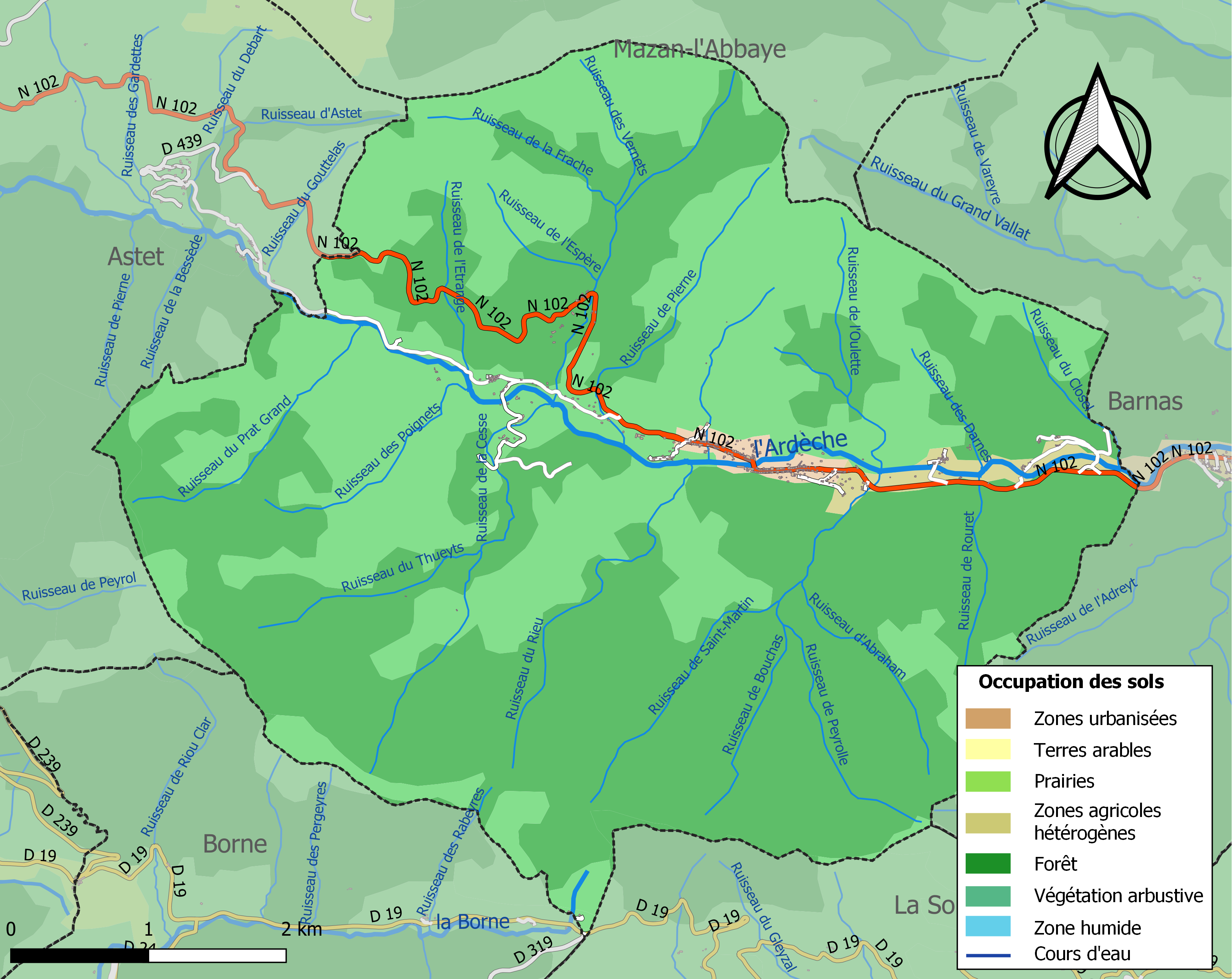
Kaart van de gemeente met belangrijkste infrastructuur, bodemgebruik en omliggende gemeenten

## Demografie
Onderstaande figuur toont het verloop van het inwonertal (bron: INSEE-tellingen).

Vanwege een beveiligingsprobleem met de MediaWiki Graph-software is het momenteel niet mogelijk deze grafiek weer te geven. Zodra de software is bijgewerkt zal de grafiek vanzelf weer zichtbaar worden.
1. ↑  Populations de référence 2022.